# Dělnický dům (Studénka)
Dělnický dům se nachází na ulici 2. května ve městě Studénka v okrese Nový Jičín. Geograficky leží v nížině Oderská brána v Moravskoslezském kraji a v Horním Slezsku.

## Historie a popis budovy
Základní kámen budovy Dělnického domu byl položen 27. srpna 1931, kdy tehdejší místní buňka Sociální demokratické strany toužila po místě pro svou tělovýchovnou a divadelní činnost. Pro potřeby stavby vzniklo svépomocné družstvo, které se aktivně a prakticky zapojilo do stavby Dělnického domu. Slavnostní otevření budovy proběhlo 2. října 1932 a vlastníkem se stává Dělnická tělovýchovná jednota. Uvnitř byl velký sál používaný jako tělocvična a přiléhající zděné jeviště. Během 2. světové války byla budova majetkem obce. Po válce se Dělnický dům opět stává majetkem Dělnické tělovýchovné jednoty a v roce 1948, po celostátním sjednocení tělovýchovných organizací, přechází do majetku tělovýchovné organizace Sokol. Od roku 1971 pak patří objekt i s přilehlým sportovním areálem městu Studénka. Po generální opravě v letech 1974 až 1975 je budova zvětšena o přísálí, divadelní šatny, byt domovníka, dvoupodlažní restauraci a společenské místnosti. Od roku 1977 spravuje budovu místní Městské kulturní středisko. V roce 2005 byla provedena rekonstrukce Dělnického domu včetně jeho zateplení. V současnosti je dělnický dům sídlem místního Městského kulturního střediska a několika dalších organizací a je v něm také provozována restaurace. Dělnický dům je využíván také k občasným kulturním a sportovním událostem.